# Rudolph Fentz

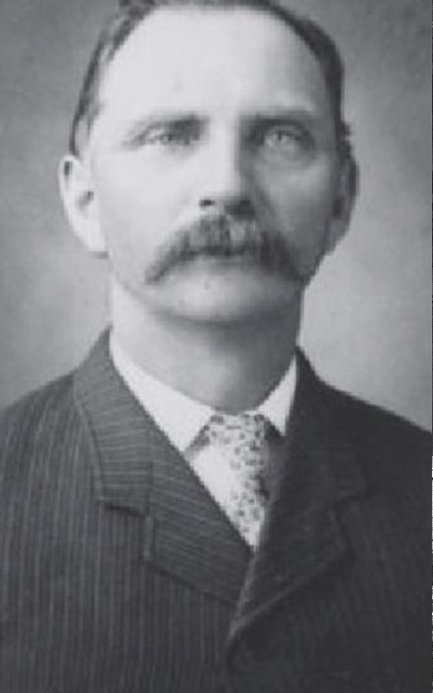
Rudolph Fentz

Rudolph Fentz (còn được đánh vần thành Rudolf Fenz) là nhân vật tiêu điểm của "I'm Scared" (Tôi sợ), một truyện ngắn khoa học viễn tưởng năm 1951 của Jack Finney, mà về sau được kể lại dưới dạng truyền thuyết thành thị như thể các sự kiện đã thực sự xảy ra. Câu chuyện kể về một thanh niên trông dáng vẻ thế kỷ 19 sở hữu những món đồ thời kỳ đó bị phát hiện nhầm lẫn ở giữa Quảng trường Thời đại năm 1908 trước khi bị xe đâm chết, cho thấy, có lẽ anh ta đã vô tình du hành thời gian khoảng một thế kỷ trước đó.
Câu chuyện về Rudolph Fentz trở thành một trong những truyền thuyết thành thị quan trọng hơn của thập niên 1980 và thỉnh thoảng được lặp lại kể từ đó; với sự lan rộng của Internet vào thập niên 1990, nó đã được kể lại thường xuyên hơn như là một sự tái tạo của các sự kiện và được trình bày như một bằng chứng cho sự tồn tại của du hành thời gian.

## Truyền thuyết thành thị
Truyền thuyết Fentz mô tả làm thế nào vào một buổi tối giữa tháng 6 năm 1950, khoảng 11:15 tối, những người qua đường tại Quảng trường Thời đại của thành phố New York nhận thấy một người đàn ông khoảng 20 tuổi, mặc trang phục cuối thế kỷ 19. Không ai quan sát làm thế nào ông ta đến đó, và ông ấy trông có vẻ như mất phương hướng và bối rối đứng giữa một ngã tư. Ông ta bị một chiếc taxi đâm trúng làm bị thương nặng, trước khi mọi người có thể can thiệp.
Các nhân viên tại nhà xác đã lục lọi thi thể và tìm thấy những vật phẩm sau đây trong túi của ông ta:
- Một vật kỷ niệm bằng đồng cho một chai bia trị giá 5 xu, mang tên của một quán rượu, không rõ, ngay cả đối với những cư dân lớn tuổi trong khu vực;
- Một hóa đơn cho việc chăm sóc ngựa và rửa xe ngựa, được rút ra bởi một chuồng ngựa trên Đại lộ Lexington không được liệt kê trong bất kỳ sổ địa chỉ nào;
- Khoảng 70 đô la tiền giấy cũ;
- Danh thiếp đề tên Rudolph Fentz và một địa chỉ trên Đại lộ số 5;
- Một bức thư được gửi đến địa chỉ này, vào tháng 6 năm 1876 từ Philadelphia;
- Một huy chương hạng 3 trong cuộc chạy đua ba chân.

Không món đồ nào trong đống đồ đạc này cho thấy bất kỳ dấu hiệu lão hóa nào. Đại úy Hubert V. Rihm thuộc Cục Người mất tích Sở Cảnh sát Thành phố New York đã cố gắng sử dụng thông tin này để xác định danh tính người đàn ông. Ông thấy rằng địa chỉ trên Đại lộ thứ năm là một phần của một doanh nghiệp; chủ sở hữu hiện tại của nó không biết Rudolph Fentz. Tên gọi của Fentz không được liệt kê trong sổ địa chỉ, dấu vân tay của ông ta không được ghi lại ở bất cứ đâu và không ai báo tin ông ta mất tích. Rihm tiếp tục điều tra và cuối cùng tìm thấy một người nào đó tên là Rudolph Fentz Jr. trong một danh bạ điện thoại từ năm 1939. Rihm đã nói chuyện với cư dân của tòa nhà chung cư tại địa chỉ được liệt kê, người nhớ Fentz và mô tả ông ta là một người đàn ông khoảng 60 tuổi làm việc gần đó. Sau khi nghỉ hưu, ông chuyển đến một địa điểm không xác định vào năm 1940. Liên lạc với ngân hàng, Rihm được thông báo rằng Fentz đã chết năm năm trước đó, nhưng góa phụ của ông vẫn còn sống nhưng sống ở Florida. Rihm liên lạc với bà và được biết rằng cha của chồng bà (Rudolph Fentz) đã biến mất vào năm 1876, ở tuổi 29. Ông đã rời khỏi nhà để đi dạo buổi tối và không bao giờ quay trở lại. Tất cả những nỗ lực để xác định vị trí của ông ấy là vô ích và không còn để lại dấu vết nào cả.
Đại úy Rihm đã kiểm tra hồ sơ của những người mất tích liên quan đến Rudolph Fentz vào năm 1876. Mô tả về ngoại hình, tuổi tác và quần áo của ông tương ứng chính xác với sự xuất hiện của người chết không xác định từ Quảng trường Thời đại. Vụ việc vẫn được đánh dấu chưa giải quyết. Lo sợ mình không đủ khả năng về mặt tinh thần, Rihm không bao giờ ghi nhận kết quả điều tra của mình trong hồ sơ chính thức.

## Truyện ngắn
Kể từ năm 1972, sự biến mất và tái xuất hiện không rõ nguyên nhân của Rudolph Fentz đã được đề cập trong các cuốn sách (như của Viktor Farkas) và các bài báo, và sau đó trên Internet, được miêu tả như một sự kiện có thật. Câu chuyện đã được trích dẫn làm bằng chứng cho các lý thuyết và giả định khác nhau về chủ đề du hành thời gian.
Năm 2000, sau khi tạp chí Más Allá của Tây Ban Nha đã cho công bố sự miêu tả các sự kiện như một báo cáo thực tế, nhà nghiên cứu văn hóa dân gian Chris Aubeck đã điều tra mô tả để kiểm tra tính xác thực của nó. Nghiên cứu của ông đã dẫn đến kết luận rằng con người và các sự kiện của câu chuyện đều là hư cấu. Aubeck phát hiện ra rằng câu chuyện Fentz xuất hiện lần đầu tiên trong số ra tháng 5/tháng 6 năm 1972 của Tạp chí Journal of Borderland Research, đã xuất bản nó như một báo cáo thực tế. Tạp chí được xuất bản bởi Quỹ Nghiên cứu Khoa học Borderland, một hiệp hội đề cập đến những vụ chứng kiến UFO với những lời giải thích bí truyền. Tạp chí đã đưa câu chuyện này vào cuốn sách xuất bản năm 1953, A Voice from the Gallery của Ralph M. Holland. Aubeck tin rằng mình đã tìm thấy nguồn gốc của câu chuyện hư cấu này.
Vào tháng 8 năm 2001, sau khi Aubeck công bố nghiên cứu của mình trên Tạp chí Akron Beacon Journal, Mục sư George Murphy đã liên lạc với ông để giải thích rằng nguồn gốc ban đầu vẫn còn cũ hơn nữa. Ralph M. Holland hoặc đã lấy câu chuyện về Rudolph Fentz hoàn toàn từ một tuyển tập khoa học viễn tưởng năm 1952 của Robert Heinlein mang tên Tomorrow, the Stars (Ngôi sao ngày mai) hay tạp chí Collier's từ ngày 15 tháng 9 năm 1951. Tác giả thực sự là nhà văn khoa học viễn tưởng nổi tiếng Jack Finney (1911–1995), và đoạn kể về Fentz là một phần của truyện ngắn "I'm Scared", được xuất bản trong số ra đầu tiên của Collier's. Câu chuyện mô tả một nhân vật tên là Rudolph Fentz hành xử như được mô tả trong truyền thuyết thành thị, với người kể chuyện là Đại úy Hubert V. Rihm đã nêu ý kiến của mình về vụ việc này.